# Schoenoplectus patentiglumis
Schoenoplectus patentiglumis är en halvgräsart som beskrevs av Eisuke Hayasaka. Schoenoplectus patentiglumis ingår i släktet sävsläktet, och familjen halvgräs. Inga underarter finns listade i Catalogue of Life.